# جوليا مارسيل
جوليا مارسيل (بالبولندية: Julia Marcell)‏ هي عازفة بيانو ومغنية مؤلفة بولندية، ولدت في 1982 في أولشتين في بولندا.

## وصلات خارجية
- الموقع الرسمي
- جوليا مارسيل على موقع IMDb (الإنجليزية)
- جوليا مارسيل على موقع ميوزك برينز (الإنجليزية)
- جوليا مارسيل على موقع أول ميوزيك (الإنجليزية)
- جوليا مارسيل على موقع ديسكوغز (الإنجليزية)